# Correo ultramarino La Coruña-La Habana
El Correo Ultramarino La Coruña - La Habana fue un servicio de correo regular, mensual, entre La Coruña y La Habana establecido en 1763 como consecuencia de la organización del correo entre España y sus colonias americanas llevada a cabo por el marqués de Grimaldi. El servicio cubría el norte de las posesiones españolas mientras que para el sur se estableció el Correo Ultramarino La Coruña - Montevideo en 1767.